# Lady Wood
Lady Wood é o segundo álbum de estúdio da artista musical sueca Tove Lo. Foi lançado em 28 de outubro de 2016, através da Island Records. Lady Wood é considerada a primeira metade de um álbum conceitual de duas partes, que descrevem coletivamente os "altos, baixos e o fim de um relacionamento". Seus capítulos "Fairy Dust" e "Fire Fade" precedem os capítulos "Light Beams" e "Pitch Black" de seu álbum seguinte, Blue Lips (2017). Foi gravado entre julho de 2015 e maio de 2016, onde Lo comentou que foi um retorno mais rápido do que a "sua vida inteira" que ela teve ao criar seu álbum anterior Queen of the Clouds (2014).
As faixas que começam cada capítulo são composições instrumentais de Ludvig Söderberg, membro do The Struts ("Fairy Dust") e Ilya Salmanzadeh ("Fire Fade"). Exceto por essas faixas introdutórias, Lo co-escreveu as 10 músicas do álbum. O álbum apresenta novas colaborações com os produtores Ilya, Oscar Holter, Oscar Görres, Rickard Göransson e Joel Little, e vocais convidados do rapper Wiz Khalifa e do colega cantor e compositor, Joe Janiak. Dois curtas-metragens complementaram os dois capítulos do álbum. O primeiro, Fairy Dust, inspirado na primeira metade do disco, foi lançado na Vevo em 31 de outubro de 2016. Fire Fade, incluindo a segunda metade do disco, foi lançado no dia 25 de agosto de 2017, encerrando assim a era Lady Wood. Esses curtas-metragens focam em uma versão fictícia e autodestrutiva de Lo enquanto expandem os temas líricos do álbum. Ambos os curtas foram produzidos pela Diktator, escritos por Lo e Tim Erem e dirigidos por Erem.
"Cool Girl" serviu como o single principal do álbum em 4 de agosto de 2016, alcançando o número 15 na Suécia e o número 84 na Billboard Hot 100 dos EUA. "True Disaster" foi lançado em 15 de novembro de 2016 como o segundo single do álbum. O álbum alcançou a posição 11 na Billboard 200 dos Estados Unidos, tornando-se seu álbum de maior sucesso no país até hoje. Para divulgação do álbum, Lo saiu em turnê mundial com a Lady Wood Tour.

## Fundo e composição
Lady Wood foi inspirada por "a perseguição, a corrida, o pico e a queda [da montanha-russa emocional]" que Lo tem experimentado desde o lançamento do seu extended play Truth Serum e do seu álbum de estreia Queen of the Clouds lançados em 2014. O álbum consta em dois capítulos: "Fairy Dust", que detalha a euforia em torno de um encontro gratificante, e "Fire Fade", que destaca um sentido subseqüente de auto-consciência.
Lo anunciou que Lady Wood será a primeira metade de um álbum duplo de duas partes, com o terceiro e quarto capítulos "Light Beam" e "Pitch Black" que serão incluídos no seu terceiro álbum de estúdio que seria lançado em 2017.

## Lançamento
Em 17 de agosto de 2016, Lo revelou que seu segundo álbum de estúdio seria intitulado Lady Wood e seria lançado em 28 de outubro. Sobre o título, Tove Lo se lembra de "ter escrito a ponte da faixa-título e pensando que queria dizer, como 'Você está me excitando', mas queria encontrar outra palavra. Qual é a palavra para um sexo feminino? Acho que ouvi em algum filme em algum lugar - eles disseram, 'Você me dá pau'. E eu fiquei tipo, 'Menina madeira, ou, senhora madeira! Sim!'"

## Promoção

### Singles
O primeiro single do álbum, "Cool Girl", foi lançado em 4 de agosto de 2016, atingindo o número quinze na Suécia e o número oitenta e quatro na parada norte-americana Billboard Hot 100.

### Singlespromocionais
"Influence" foi lançada em 9 de setembro de 2016 como o primeiro single promocional do álbum. A canção conta com participação do rapper norte-americano Wiz Khalifa. "True Disaster" foi originalmente lançado em 14 de outubro de 2016 como o segundo single promocional. A canção foi enviada para a US contemporary hit radio em 15 de novembro de 2016 como o segundo single do álbum.

### Fairy Dust e Fire Fade
["Fairy Dust"] é quando eu ouço os fãs gritando meu nome e estou prestes a subir ao palco. "Fire Fade" é quando tudo meio que começa a passar e estou perdendo um pouco a conexão com os fãs, e estou tentando voltar para a primeira perseguição. Você se sente vulnerável lá. É onde você começa a revelar seu verdadeiro eu.

Lo descrevendo os capítulos de Lady Wood.
O trailer de Fairy Dust, um curta-metragem baseado na primeira metade do álbum, foi lançado em 17 de outubro de 2016. O curta-metragem completo de Fairy Dust foi lançado em 31 de outubro de 2016. Mais tarde, Lo confirmou que outro curta-metragem para a segunda metade do título do álbum Fire Fade. No dia 21 de agosto de 2017, Lo lança o trailer de Fire Fade e no dia 25 de agosto de 2017 o curta-metragem completo é lançado. Pitch Black e Light Beam serão os dois capítulos em seu terceiro álbum, que será uma sequela de Lady Wood com curtas-metragens acompanhando ambos.

### Turnê
Em 23 de outubro de 2016, cinco dias antes do lançamento do Lady Wood, Lo anunciou a Lady Wood Tour na América do Norte e Europa, com convidados especiais como Phoebe Ryan e Broods, para promover o álbum. Várias datas na América do Sul, datas australianas, outros concertos diversos e datas de festivais foram anunciados posteriormente em momentos diferentes. A turnê começou em 6 de fevereiro de 2017 em Seattle, Washington.

## Crítica profissional
| Críticas profissionais | Críticas profissionais |
| Pontuações agregadas   | Pontuações agregadas   |
| Fonte                  | Avaliação              |
| ---------------------- | ---------------------- |
| AnyDecentMusic?        | 6.9/10                 |
| Metacritic             | 74/100                 |
| Avaliações da crítica  |                        |
| Fonte                  | Avaliação              |
| AllMusic               | [ 25 ]                 |
| DIY                    | [ 26 ]                 |
| Entertainment Weekly   | A−                     |
| NME                    | [ 28 ]                 |
| The Observer           | [ 29 ]                 |
| Pitchfork              | 7.0/10                 |
| Rolling Stone          | [ 3 ]                  |
| Slant Magazine         | [ 30 ]                 |

Lady Wood recebeu críticas geralmente positivas dos críticos. No Metacritic, que atribui uma classificação normalizada de 100 para críticas de publicações convencionais, o álbum recebeu uma pontuação média de 74, com base em 16 críticas. Madison Vain, da Entertainment Weekly, elogiou o álbum como "o álbum pop mais sombrio, estranho e irresistível do outono" e escreveu: "Embora as letras de Lo sejam nítidas e intensamente pessoais, a música soa projetada para as massas." Escrevendo para a NME, Nick Levine comentou que "alguns ouvintes podem não gostar da personalidade de Lo, mas suas habilidades de composição são difíceis de culpar", acrescentando que "ela mantém os ganchos em seu quadril, tremores de electro-pop mínimos, tremores, pulsos e palpita ". Alim Kheraj da DIY observou que "Lady Wood não é um álbum feito para o rádio ou para uma digestão fácil. Os ganchos estão lá, mas, como a própria Tove, eles não estão sucumbindo às expectativas."
Jon Dolan, da Rolling Stone, opinou que o álbum "não tem nada que bate tão forte quanto 'Stay High (Habits)' (sic) e 'Talking Body' [...] Mas seu som minimalista de tech-house tem um fascínio de textura escura". Heather Phares da AllMusic observou que "apesar de seu título provocativo, [Lady Wood] muitas vezes parece mais direta do que Queen of the Clouds." Sal Cinquemani da Slant Magazine concluiu que "Lady Wood é admiravelmente esguia e bem focada e, embora não se orgulhe de confissões como Like a Prayer, oferece uma espiada dentro da psique de uma jovem estrela inteligente e florescente." Katherine St. Asaph da Pitchfork afirmou que "Lady Wood é baixo, mas Lo encontra ampla escuridão para sondar." Kitty Empire do The Observer expressou que "Lady Wood é, no mínimo, mais elegante do que Queen of the Clouds. Mas pode não vender tão bem, já que falta a erva-de-gato desprezível - os clubes de sexo, a auto-humilhação - exibida nos singles que definem o último."

## Alinhamento de faixas
| Versão padrão  |                               |                                               |                        |         |  |
| N.º            | Título                        | Compositor(es)                                | Produtor(es)           | Duração |  |
| 1.             | "Fairy Dust (Chapter I)"      | Tove Nilsson Jakob Jerlström Ludvig Söderberg | The Struts             | 0:57    |  |
| 2.             | "Influence" (com Wiz Khalifa) | Nilsson Cameron Thomaz Jerlström Söderberg    | The Struts             | 3:44    |  |
| 3.             | "Lady Wood"                   | Nilsson Jerlström Söderberg Oscar Holter      | The Struts Holter      | 3:19    |  |
| 4.             | "True Disaster"               | Nilsson Holter                                | Holter                 | 3:44    |  |
| 5.             | "Cool Girl"                   | Nilsson Jerlström Söderberg                   | The Struts             | 3:19    |  |
| 6.             | "Vibes" (com Joe Janiak)      | Nilsson Joe Janiak Jerlström Söderberg        | The Struts             | 3:46    |  |
| 7.             | "Fire Fade (Chapter II)"      | Nilsson Ilya Salmanzadeh                      | Ilya                   | 0:52    |  |
| 8.             | "Don't Talk About It"         | Nilsson Salmanzadeh                           | Ilya Rickard Göransson | 3:54    |  |
| 9.             | "Imaginary Friend"            | Nilsson Joel Little Jerlström Söderberg       | The Struts Little      | 4:12    |  |
| 10.            | "Keep It Simple"              | Nilsson Ali Payami                            | Payami                 | 3:51    |  |
| 11.            | "Flashes"                     | Nilsson Oscar Görres                          | OzGo                   | 4:16    |  |
| 12.            | "WTF Love Is"                 | Nilsson Jerlström Söderberg                   | The Struts             | 3:41    |  |
| Duração total: | Duração total:                | Duração total:                                | Duração total:         | 39:35   |  |

| Faixas bônus da edição das lojas Target |                                              |                                            |                           |         |  |
| N.º                                     | Título                                       | Compositor(es)                             | Produtor(es)              | Duração |  |
| 13.                                     | "Cool Girl" (The Knocks Remix)               | Nilsson Jerlström Söderberg                | The Struts The Knocks [a] |         |  |
| 14.                                     | "True Disaster" (Hyperbits Remix)            | Nilsson Holter                             | Holter Hyperbits [a]      |         |  |
| 15.                                     | "Influence" (com Wiz Khalifa) (Chords Remix) | Nilsson Cameron Thomaz Jerlström Söderberg | The Struts Chords [a]     |         |  |

| Faixas bônus da edição Deluxe vinil de 10 polegadas exclusivo – Lady Wood & Blue Lips |                                                                         |                                         |                             |         |  |
| N.º                                                                                   | Título                                                                  | Compositor(es)                          | Produtor(es)                | Duração |  |
| 1.                                                                                    | "Cool Girl" (Timbaland Remix)                                           | Nilsson Söderberg Jerlström             | The Struts Timbaland [a]    |         |  |
| 2.                                                                                    | "WTF Love Is"                                                           | Nilsson Söderberg Jerlström             | The Struts Karma Fields [a] |         |  |
| 3.                                                                                    | "Cycles" (MK Remix)                                                     | Nilsson Söderberg Jerlström Janiak      | The Struts MK [a]           |         |  |
| 4.                                                                                    | "Bitches" (com participação de Charli XCX, Icona Pop, Elliphant e Alma) | Nilsson Payami Elliphant Nicki Adamsson | Payami                      |         |  |
| 12.                                                                                   | Sem título (Karma Fields Remix)                                         |                                         |                             |         |  |

Notas
a  - Denota remixer.

## Créditos
Lista-se abaixo os profissionais envolvidos na elaboração de Lady Wood.
| - Tove Lo - vocais (faixas 2-6, 8-12); Direção criativa, produção executiva - Cory Bice - assistente de engenharia (faixa 8) - Samuel Burgess-Johnson - direção de arte, design - Tony Ciulla - gestão - Tom Coyne - masterização - Tim Erem - direção criativa - Serban Ghenea - mixagem - Oscar Görres - baixo, guitarra, teclados, percussão, produção, programação (faixa 11) - Laura Haber - gestão - John Hanes - engenharia para o mix - Peter Hart - A & R - Sam Holland - engenharia (faixa 8) - Oscar Holter - baixo, guitarra, teclados, percussão, produção, programação (faixas 3, 4) - Ilya - arranjo, baixo, guitarra, teclados, percussão, produção, programação (faixa 8) | - Joe Janiak – guitarra, vocais (track 6) - Matt Jones – fotografia - Jeremy Lertola – assistente de engenharia (track 8) - Joel Little – graves, guitarra, teclados, percussão, produção, programação (faixa 9) - Randy Merrill – assistência de masterização - Serena Neo – direção da arte, design - Noah Passovoy – gravação vocal (faixa 2) - Ali Payami – todos os outros instrumentos, graves, tambores, guitarra, keyboards, produtor, programação (faixa 10) - Julius Petersson – A&R - Ludvig Söderberg – graves, guitarra, teclados, percussão, produção, programação (faixa 3); Produção executiva - The Struts – graves, guitarra, teclados, percussão, produção, programação (faixas 2, 5, 6, 9, 12) - Wiz Khalifa – vocal (faixa 2) |

## Desempenho nas tabelas musicais

### Posições
| Tabela musical (2016)                             | Melhor posição |
| ------------------------------------------------- | -------------- |
| Alemanha - German Albums (Offizielle Top 100)     | 66             |
| Austrália - Australian Albums (ARIA Albums Chart) | 21             |
| Bélgica - Belgian Albums (Ultratop Flanders)      | 45             |
| Bélgica - Belgian Albums (Ultratop Wallonia)      | 60             |
| Canadá - Canadian Albums (Billboard)              | 14             |
| Dinamarca - Danish Albums (Hitlisten)             | 13             |
| Escócia - Scottish Albums (OCC)                   | 64             |
| Espanha - Spanish Albums (PROMUSICAE)             | 63             |
| Estados Unidos - US (Billboard 200)               | 11             |
| Finlândia - Suomen virallinen lista               | 20             |
| França - French Albums (SNEP)                     | 133            |
| Irlanda - Irish Albums (IRMA)                     | 32             |
| Nova Zelândia - New Zealand Albums (RMNZ)         | 16             |
| Noruega - Norwegian Albums (VG-lista)             | 7              |
| Países Baixos - Dutch Albums (MegaCharts)         | 28             |
| Reino Unido - UK Albums (OCC)                     | 40             |
| Suécia - Swedish Albums (Sverigetopplistan)       | 1              |
| Suíça - Swiss Albums (Schweizer Hitparade)        | 40             |